# Marius Duhnke
Marius Duhnke (* 20. Juli 1993 in Würzburg) ist ein deutscher Fußballspieler.

## Karriere
Duhnke begann beim FV 1920 Karlstadt mit dem Fußballspielen und wechselte anschließend in die Jugendabteilung des 1. FC Schweinfurt 05, in der er bis Ende der Spielzeit 2008 blieb.
Danach verpflichtete ihn der FC Bayern München, für deren U-17-Mannschaft er 2009/10 18 Tore in 23 Spielen erzielte. In dieser Spielzeit absolvierte er auch zwei Spiele für die Nachwuchsmannschaft der U-19, mit der er sich 2011/12 als Meister der A-Junioren-Bundesliga (Staffel Süd/Südwest) für die Teilnahme an der A-Junioren-Meisterschaft qualifizierte. Das Finale am 17. Juni 2012 wurde allerdings mit 1:2 gegen die Auswahl des FC Schalke 04 verloren.
Zur Saison 2012/13 rückte Duhnke in die zweite Mannschaft der Bayern auf. Er absolvierte 26 Spiele in der Regionalliga Bayern und erzielte 15 Tore, womit er der beste Torjäger seiner Mannschaft war.
Zu Beginn der Saison 2013/14 verpflichtete ihn der Drittligist SpVgg Unterhaching, für den der Stürmer an seinem 20. Geburtstag beim torlosen Remis im Auswärtsspiel gegen den SSV Jahn Regensburg ab der 65. Minute sein Drittligadebüt gab. Sein erstes Tor erzielte Duhnke am 4. Spieltag bei der 2:4-Heimniederlage gegen den SV Darmstadt 98. Außerdem traf er als Einwechselspieler in den Auswärtsspielen bei RB Leipzig (2:2) und der SV 07 Elversberg (1:1), wodurch er der SpVgg jeweils einen Punkt sicherte. Nach seinem erfolgreichen ersten Jahr in Unterhaching kam er in der Saison 2014/15 nur zu einem weiteren Drittligaeinsatz. Im Januar 2015 wurde er für die Rückrunde an Wacker Burghausen ausgeliehen und anschließend zur Saison 2015/16 dauerhaft an den Verein gebunden.

## Erfolge
- Bayerischer Pokal-Finalist 2017

## Sonstiges
Ein besonderes Spiel für Duhnke war das Derby gegen die U17-Mannschaft des TSV 1860 München am 6. Juni 2010. Beim 8:0-Sieg seiner Mannschaft erzielte er die ersten sechs Tore innerhalb der ersten Halbzeit; ihm gelang somit ein doppelter Hattrick.
Das darauf erfolgte Interview wurde auf der Homepage des Vereins veröffentlicht.
Auch einige andere Redaktionen wurden nach diesem außergewöhnlichen Spiel aufmerksam und berichteten von Duhnke und der Elf von Trainer Stephan Beckenbauer.
Auch im Rahmen einer Dokumentation des Bayerischen Rundfunks über das Jugendhaus des FC Bayern München war Duhnke schon vor seiner Profi-Karriere im Fernsehen zu sehen.
Marius Duhnke ist der jüngere Bruder von Manuel Duhnke, der in der Saison 2007/08 für den TSV 1860 München ein Spiel in der 2. Bundesliga bestritt. Er ist seit der Saison 2015/16 in der Bayernliga Süd beim SV Heimstetten aktiv.